# Candela por metro cuadrado
La candela por metro cuadrado (cd/m²) es la unidad de luminancia del Sistema Internacional de Unidades. Esta unidad deriva de la candela y el metro cuadrado, las unidades del SI para medir la intensidad lumínica y el área, respectivamente.
Como medida de la luz emitida en un área, esta unidad se utiliza a menudo para especificar el brillo de una pantalla o monitor.
También se conoce a esta unidad con el nombre de nit (nt), que se cree que proviene de la voz latina nitere, ‘brillar’.

## Equivalencias
Una candela por metro cuadrado equivale a:
- 10−4 stilbs
- π × 10−4 lamberts
- π apostilbs
- 0,292 pies lambert
- π × 103 skots
- π × 107 brils
- 1 nit